# Synagogue consistoriale de la rue Sainte-Hélène (Strasbourg 1834-1898)
La première synagogue consistoriale de Strasbourg était un édifice religieux, situé 14 rue Sainte-Hélène, au cœur de la cité.

## Contexte historique

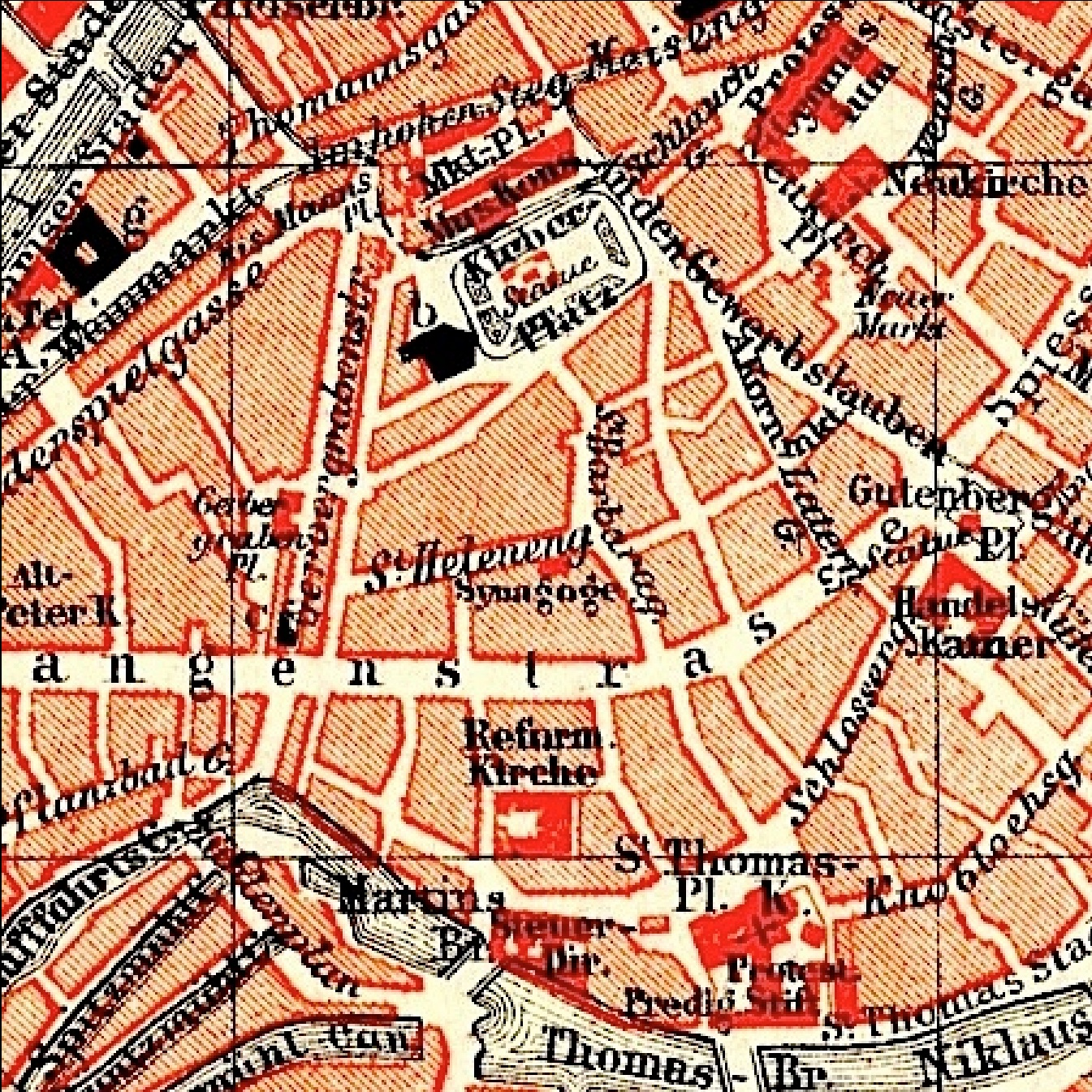
Au centre de ce plan de 1888, dans la rue Sainte Hélène, l’emplacement de la première synagogue de 1834

Inaugurée en 1834 sur l’emplacement de l’ancien couvent des Petits Capucins de Strasbourg.

## Construction et aménagements
Un orgue a été installé dans la synagogue consistoriale de Strasbourg.

## D’une synagogue à l’autre
À la suite de l’augmentation de la population juive à Strasbourg, la synagogue de la rue Sainte-Hélène devient trop petite. La communauté envisage, dès 1889, de construire une nouvelle synagogue..

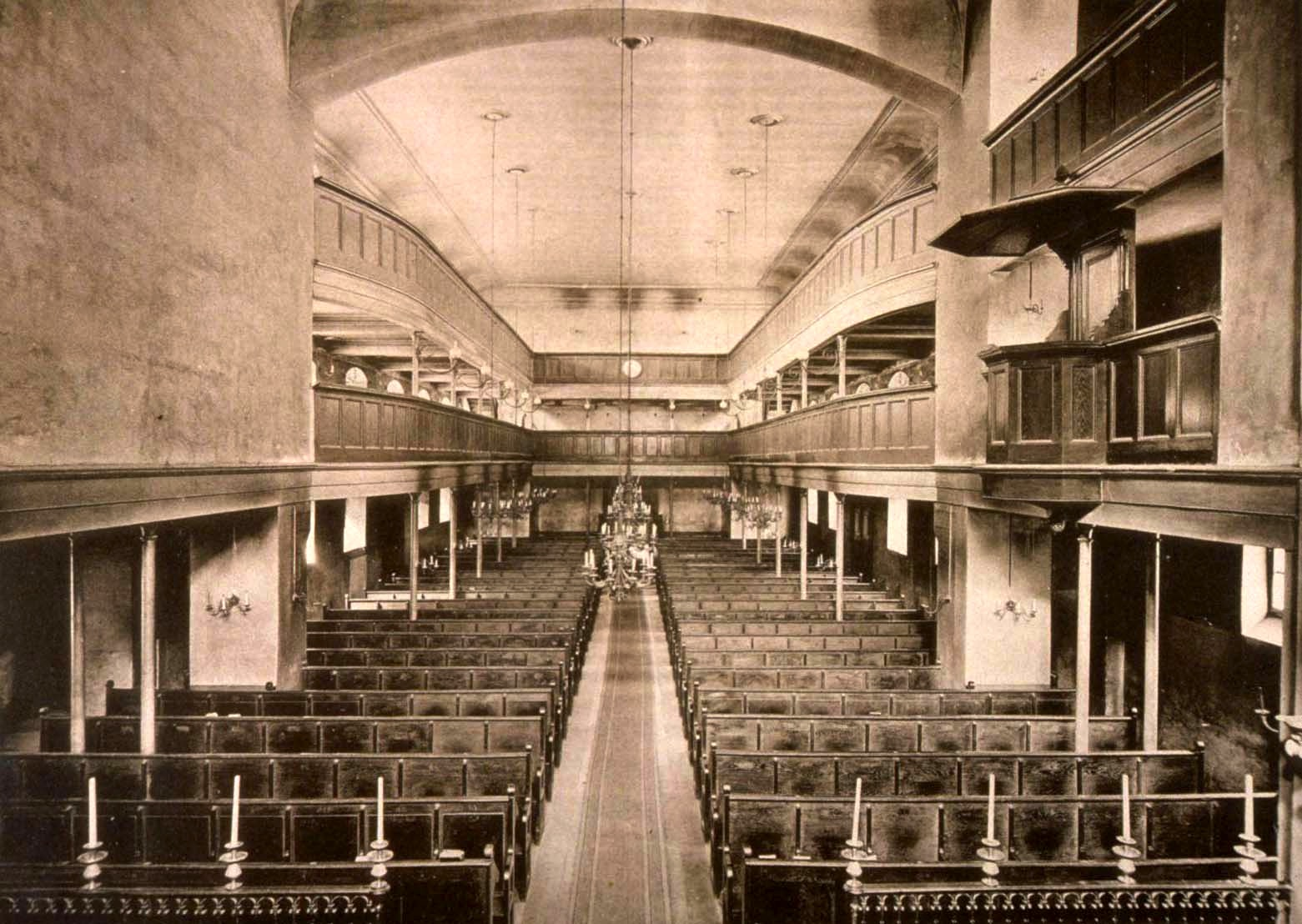
Strasbourg synagogue rue Sainte Hélène intérieur 1890.
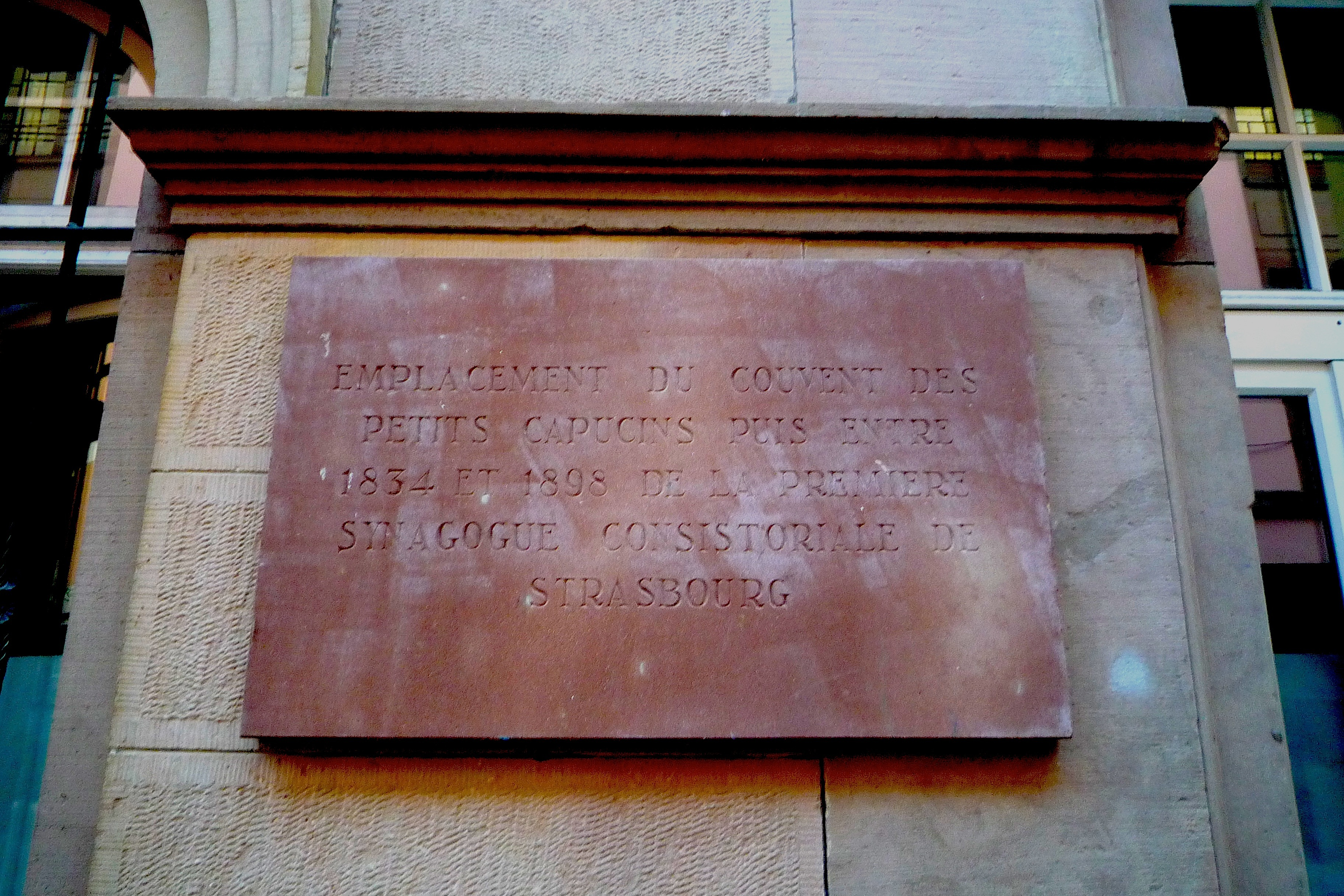
Plaque indiquant l’ancien emplacement de la synagogue.